# Lake Seminole
Lake Seminole er en sø og   vandreservoir beliggende i det sydvestlige hjørne af Georgia ved grænsen til Florida, som drives af  United States Army Corps of Engineers. Floderne  Chattahoochee and Flint River løber sammen i søen, før de passerer Jim Woodruff Sluse og dæmning, som opstemmer søen, og fortsætter som Apalachicola River. Søen  har et areal på 152 km² , og en kystlinje på omkring 605 km